# Rubus lamprocaulos
Rubus lamprocaulos — вид квіткових рослин з родини трояндових (Rosaceae). Ареал: Данія, Німеччина, Східні Нідерланди, Норвегія, Західна Польща, Південна Швеція.
У Польщі зустрічається в Нижній Сілезії та на півдні Великої Польщі.